# Alojzij Potočnik (politik)
Alojzij Potočnik, slovenski ekonomist, planer in politik, * 11. junij 1951, Kropa.
Potočnik je trenutno kot član Pozitivne Slovenije poslanec Državnega zbora Republike Slovenije.
V prejšnjem zboru je bil tudi poslanec, takrat na listi Zaresa. 